# Сенгелово
Сенгелово (грч. Άγκιστρο, Ангистро) је насељено место у општини Синтика у периферији Средишња Македонија, Грчка. Према попису из 2021. године било је 350 становника.
Према бугарском географу и историчару, Василу Канчову, у Сенгелову је 1900. године живело 1.200 Словена хришћана, 200 Турака, 130 Рома и 120 Аромуна. Године 1924, турско становништво је принудно исељено у Турску и известан број словенских породица. На њихово место је насељено 105 грчких избегличких породица, укупно 346 особа. На попису из 1928. године било је 1.240 житеља, уз словенску већину. Сенгелово је настрадало за време Другог светског и Грчког грађанског рата, када је део словенског становништва избегао у Бугарску (претежно Сандански у бугарском делу Македоније, Аспарухово код Варне). На попису из 1951. Сенгелово је имало 441 становника.